# 로빈 맥레비
로빈 맥레비(Robin McLeavy, 1981년 6월 19일 ~ )는 오스트레일리아의 배우이다.
시드니에서 태어났다.

## 방송
- 헬 온 휠즈 5
- 헬 온 휠즈 4
- 헬 온 휠즈 3
- 헬 온 휠즈 2
- 헬 온 휠즈 1

## 영화
- 헬 온 휠즈 5 (2015년)
- 모험왕 블링키 (2015년) - 넛찌 목소리 역
- 백트랙 (2015년) - 바바라 헨닝 역
- 링컨 : 뱀파이어 헌터 (2012년) - 낸시 행스 링컨 역
- 헬 온 휠즈 (2011년) - 에바 역
- 로만의 방주 (2011년)
- 러브드 원스 (2009년) - 롤라 역
- 48 쉐이즈 (2006년)